# Ognjen Stojanović
Ognjen Stojanović (24 de enero de 1990) es un deportista serbio que compite en triatlón y acuatlón.
Ganó una medalla de bronce en el Campeonato Mundial de Acuatlón de 2012, y dos medallas en el Campeonato Europeo de Acuatlón, oro en 2019 y plata en 2021. Además, obtuvo dos medallas en el Campeonato Europeo de Triatlón de Media Distancia, bronce en 2024 y plata en 2025.

## Palmarés internacional
| Campeonato Mundial | Campeonato Mundial       | Campeonato Mundial | Campeonato Mundial |
| Año                | Lugar                    | Medalla            | Prueba             |
| ------------------ | ------------------------ | ------------------ | ------------------ |
| 2012               | Auckland (Nueva Zelanda) | Medalla de bronce  | Individual         |
| Campeonato Europeo |                          |                    |                    |
| Año                | Lugar                    | Medalla            | Prueba             |
| 2019               | Târgu Mureș (Rumania)    | Medalla de oro     | Individual         |
| 2021               | Walchsee (Austria)       | Medalla de plata   | Individual         |

| Campeonato Europeo | Campeonato Europeo | Campeonato Europeo | Campeonato Europeo |
| Año                | Lugar              | Medalla            | Prueba             |
| ------------------ | ------------------ | ------------------ | ------------------ |
| 2024               | Coímbra (Portugal) | Medalla de bronce  | Individual         |
| 2025               | Pamplona (España)  | Medalla de plata   | Individual         |